# La Bourdonnais (Schiff, 1953)
Die La Bourdonnais war ein 1953 in Dienst gestelltes Passagierschiff der französischen Reederei Messageries Maritimes. Sie stand bis 1968 im Linienverkehr von Marseille in den Indischen Ozean und fuhr anschließend als Knossos für die griechische Efthymiades Lines. Nach einem Brand im Mai 1973 lag das Schiff in Piräus und ging 1977 nach vier Jahren Liegezeit zum Abbruch nach Perama.

## Geschichte
Die La Bourdonnais entstand in der Werft von Arsenal de Lorient in Lorient und lief am 5. Juli 1951 vom Stapel. Nach ihrer Ablieferung an Messageries Maritimes nahm sie am 31. März 1953 den Liniendienst von Marseille in den Indischen Ozean auf, wobei sie die Ostküste Afrikas, Madagaskar und Réunion anlief. Ihre Schwesterschiffe waren die Ferdinand de Lesseps, die Pierre Loti und die Jean Laborde.
Nach 15 Jahren im Liniendienst wurde die La Bourdonnais im Dezember 1968 ausgemustert und an die griechische Efthymiades Lines verkauft, um nach ihrer Überführung nach Piräus ab Juli 1969 als Knossos zwischen Piräus, Iraklio, Sitia, Chania, Leros, Kalymnos, Kos, Rhodos und Limassol eingesetzt zu werden.
Am 3. Mai 1973 brach während einer Überfahrt vor Limassol ein Brand im Maschinenraum der Knossos aus. Die 186 Passagiere wurden mit einem Teil der Besatzung von der Fähre Stelvio evakuiert. Das Feuer konnte gelöscht werden, doch das Schiff war schwer beschädigt. Es lag die nächsten vier Jahre in Piräus und ging schließlich im Juli 1977 zum Abbruch an die Myriknopoulos Yard nach Perama.